# Glaucina jemezata
Glaucina jemezata là một loài bướm đêm trong họ Geometridae.